# Dubová, Pezinok
Dubová este o comună slovacă, aflată în districtul Pezinok din regiunea Bratislava. Localitatea se află la altitudinea de 223 m deasupra n.m., se întinde pe o suprafață de 13,8 km2 și în 2017 număra 1.093 de locuitori.

## Istoric
Localitatea Dubová este atestată documentar din 1287.

## Demografie
| An:                | 1994 | 2004   | 2014   | 2024    |
| ------------------ | ---- | ------ | ------ | ------- |
| Număr de persoane: | 826  | 905    | 965    | 1194    |
| Diferență:         |      | +9,56% | +6,62% | +23,73% |

| An:                | 2023 | 2024   |
| ------------------ | ---- | ------ |
| Număr de persoane: | 1155 | 1194   |
| Diferență:         |      | +3,37% |